# Premier League (Eswatini)
Premier League este numele primului eșalon din sistemul competițional fotbalistic din Eswatini.

## Cluburile sezonului 2009-2010
- Green Mamba (Big Bend)
- Hub Sundowns
- Malanti Chiefs (Pigg's Peak)
- Manzini Wanderers
- Mbabane Highlanders
- Mbabane Swallows
- Mhlambanyatsi Rovers
- Moneni Pirates (Manzini)
- Royal Leopards (Simunye)
- Young Buffaloes (Matsapha)
- Umbelebele/Jomo Cosmos (Mhlume)

## Foste campioane
| - 1976 : Mbabane Highlanders - 1980 : Mbabane Highlanders - 1981 : Peacemakers (Mhlume) - 1982 : Mbabane Highlanders - 1983 : Manzini Wanderers - 1984 : Mbabane Highlanders - 1985 : Manzini Wanderers - 1986 : Mbabane Highlanders - 1987 : Manzini Wanderers - 1988 : Mbabane Highlanders - 1989 : Denver Sundowns (Manzini) | - 1990 : Denver Sundowns (Manzini) - 1991 : Mbabane Highlanders - 1992 : Mbabane Highlanders - 1993 : Mbabane Swallows - 1994 : Eleven Men in Flight (Siteki) - 1995 : Mbabane Highlanders - 1996 : Eleven Men in Flight (Siteki) - 1997 : Mbabane Highlanders - 1998 : nu s-a disputat - 1998/99 : Manzini Wanderers - 1999/00 : Mbabane Highlanders | - 2000/01 : Mbabane Highlanders - 2001/02 : Manzini Wanderers - 2002/03 : Manzini Wanderers - 2003/04 : Mhlambanyatsi Rovers - 2004/05 : Mbabane Swallows - 2005/06 : Royal Leopards (Simunye) - 2006/07 : Royal Leopards (Simunye) - 2007/08 : Royal Leopards (Simunye) - 2008/09 : Mbabane Swallows - 2009/10 : Young Buffaloes |

## Performanțe după club
| Club                                  | Oraș          | Titluri | Ultimul titlu |
| ------------------------------------- | ------------- | ------- | ------------- |
| Mbabane Highlanders                   | Mbabane       | 12      | 2001          |
| Manzini Wanderers                     | Manzini       | 6       | 2003          |
| Royal Leopards                        | Simunye       | 3       | 2008          |
| Mbabane Swallows                      | Mbabane       | 3       | 2009          |
| Manzini Sundowns (as Denver Sundowns) | Manzini       | 2       | 1990          |
| Eleven Men in Flight                  | Siteki        | 2       | 1996          |
| Mhlambanyatsi Rovers                  | Mhlambanyatsi | 1       | 2004          |
| Peacemakers                           | Mhlume        | 1       | 1981          |
| Young Buffaloes                       | Matsapha      | 1       | 2010          |